# LLO
LLO（ Ruroo）是日本插畫家，出生於高知縣。

## 作品

### 插畫
- 《蟲之歌》（KADOKAWA《角川Sneaker文庫》2003年5月－2014年5月）

- 《機巧少女不會受傷》（KADOKAWA《MF文庫J》2009年11月－2017年7月）

- 《我女友與青梅竹馬的慘烈修羅場》（軟銀創作《GA文庫》2011年2月－2022年2月）

- 《綻放花朵的飛行兵器》（軟銀創作《GA文庫》2011年2月－連載中）

- 《無屬性魔法的救世主》（主婦之友社《HERO文庫》2015年8月－連載中）

- 《轉生就是劍》（微雜誌社《GC NOVELS》2016年7月－連載中）

### 畫集
- 《機巧少女不會受傷 LLO ART WORKS》（KADOKAWA）

### 其他
- 《擴散性百萬亞瑟王》（遊戲部分卡片插畫）

- 《聖潔天使》（動畫第8話片尾插畫）

- 《Slow Start》（動畫第9話片尾插畫）

## 外部連結
- LLO的X（前Twitter）